# Shallow

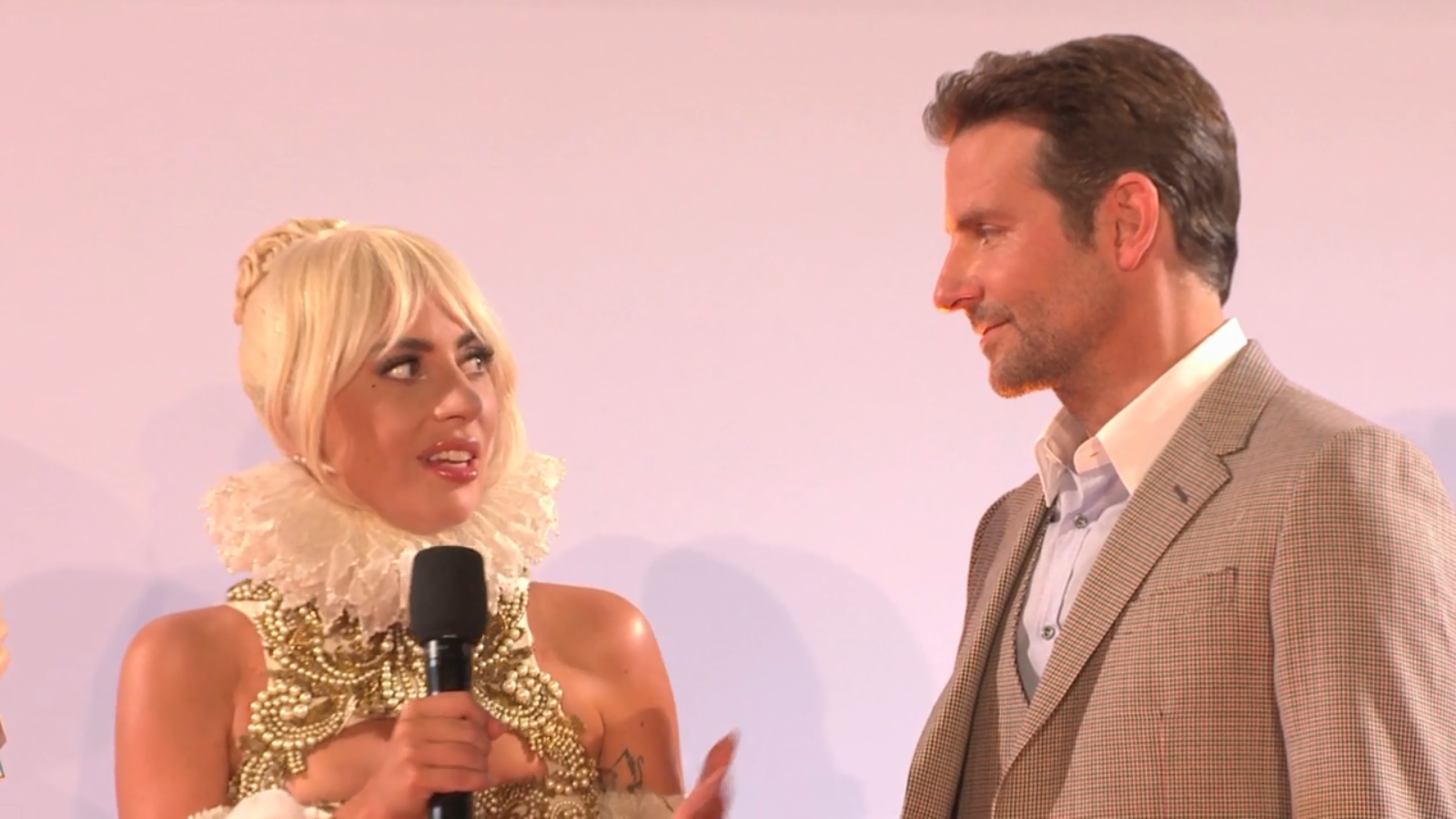
Lady Gaga en Bradley Cooper bij de première van A Star is Born (2018)

Shallow is een nummer van de Amerikaanse zangers en acteurs Lady Gaga en Bradley Cooper. Het verscheen op de soundtrack van de film A Star Is Born uit 2018. Op 27 september 2018 werd het uitgebracht als de eerste single van het album. Op 24 februari 2019 won het lied een Oscar in de categorie Best original song.

## Achtergrond
Shallow is geschreven door Lady Gaga in samenwerking met Mark Ronson, Anthony Rossomando en Andrew Wyatt en is geproduceerd door Gaga en Benjamin Rice. Het nummer is beïnvloed door Gaga's voorgaande album Joanne, waarop vooral nummers binnen het countryrockgenre te horen zijn. Het nummer is geschreven vanuit het oogpunt van haar personage in de film, genaamd Ally, waarin zij aan het personage van Cooper, genaamd Jackson Maine, waarin zij aan elkaar vragen of zij tevreden zijn met wie ze zijn.
Shallow is driemaal te horen tijdens de film A Star Is Born. Nadat Ally een ontmoeting heeft met Maine, vertelt zij hem dat zij een nummer heeft geschreven en zingt het voor hem. De tekst hiervan vormt de basis voor Shallow. Het nummer is voor een tweede keer te horen tijdens een optreden van Maine in het Greek Theatre in Los Angeles, waarin hij het nummer voor het eerst zingt. Hij zingt zelf het eerste couplet, voordat Ally het podium op komt om het tweede couplet en de refreinen te zingen. Hun optreden ging viraal en lanceerde de carrière van Ally, die het nummer vaak zingt tijdens haar eigen optredens, waaronder in The Forum in Inglewood, waarin het voor de derde keer te horen was.
Voor het filmen van de scène waarin Maine en Ally Shallow samen zingen vulde Cooper, tevens de regisseur van A Star Is Born, het Greek Theatre met tweeduizend fans van Gaga. Delen van deze scène werden gebruikt voor de videoclip van het nummer en worden afgewisseld met andere beelden uit de film. Het werd uiteindelijk uitgebracht als single op 27 september 2018, een week voor de Amerikaanse première van de film.
De single werd een wereldwijde hit, waarbij in veel Europese landen de nummer 1-positie werd behaald, waaronder in het Verenigd Koninkrijk en Ierland, alsmede in Australië en Nieuw-Zeeland. Ook in Coopers' en Gaga's thuisland de Verenigde Staten en buurland Canada bereikte de single de nummer 1-positie. In de Verenigde Staten werd dezelfde positie behaald in de digitale lijst en de dance-lijst, geholpen door een aantal remixen van dj's.
In Nederland werd de single veel gedraaid op Radio 538, Qmusic, Radio Veronica, NPO Radio 2 en NPO 3FM en werd een grote hit. De single bereikte de 5e positie in zowel de Nederlandse Top 40 op Radio 538 als de B2B Single Top 100. In de Mega Top 50 op NPO 3FM werd de 6e positie bereikt.
In België bereikte de single de 6e positie in de Vlaamse Radio 2 Top 30 en de 8e positie in de Vlaamse Ultratop 50. In het Franstalige deel van België werd de 2e positie bereikt in de Waalse Ultratop 50.
Shallow won een Hollywood Music in Media Award in de categorie "beste originele nummer uit een speelfilm". Ook won het in 2019 een prijs in de categorie "beste originele nummer" in de Satellite Awards. Ook in de Critics' Choice Awards in 2019 won het een prijs in de categorie "beste nummer" en bij de Golden Globe Awards in 2019 won het een prijs in de categorie "beste originele nummer". Voor de Grammy Awards in 2019 werd het genomineerd in de categorieën "Record of the Year", "Song of the Year" en won het in de categorieën "Best Pop Duo/Group Performance" en "Best Song Written for Visual Media", wat voor Bradley Cooper zijn eerste Grammywinst betekende. Daarna volgde de toekenning van de Oscar. Tijdens de uitreiking van de Oscars 2019 voerde Gaga het lied samen met Bradley Cooper uit. Deze uitvoering werd gezien als het hoogtepunt van het Oscar Gala.

## Covers
In 2019 coverde de Noorse band KEiiNO het nummer. Het nummer was voor de band geen grote hit; het bereikte geen hitlijsten.

## Hitnoteringen

### Nederlandse Top 40
| Hitnotering: 27-10-2018 t/m 11-05-2019 | Hitnotering: 27-10-2018 t/m 11-05-2019 | Hitnotering: 27-10-2018 t/m 11-05-2019 | Hitnotering: 27-10-2018 t/m 11-05-2019 | Hitnotering: 27-10-2018 t/m 11-05-2019 | Hitnotering: 27-10-2018 t/m 11-05-2019 | Hitnotering: 27-10-2018 t/m 11-05-2019 | Hitnotering: 27-10-2018 t/m 11-05-2019 | Hitnotering: 27-10-2018 t/m 11-05-2019 | Hitnotering: 27-10-2018 t/m 11-05-2019 | Hitnotering: 27-10-2018 t/m 11-05-2019 | Hitnotering: 27-10-2018 t/m 11-05-2019 | Hitnotering: 27-10-2018 t/m 11-05-2019 | Hitnotering: 27-10-2018 t/m 11-05-2019 | Hitnotering: 27-10-2018 t/m 11-05-2019 | Hitnotering: 27-10-2018 t/m 11-05-2019 |
| Week:                                  | 1                                      | 2                                      | 3                                      | 4                                      | 5                                      | 6                                      | 7                                      | 8                                      | 9                                      | 10                                     | 11                                     | 12                                     | 13                                     | 14                                     | 15                                     |
| -------------------------------------- | -------------------------------------- | -------------------------------------- | -------------------------------------- | -------------------------------------- | -------------------------------------- | -------------------------------------- | -------------------------------------- | -------------------------------------- | -------------------------------------- | -------------------------------------- | -------------------------------------- | -------------------------------------- | -------------------------------------- | -------------------------------------- | -------------------------------------- |
| Positie:                               | 26                                     | 20                                     | 14                                     | 15                                     | 18                                     | 13                                     | 12                                     | 17                                     | 18                                     | 23                                     | 21                                     | 17                                     | 14                                     | 10                                     | 8                                      |
| Week:                                  | 16                                     | 17                                     | 18                                     | 19                                     | 20                                     | 21                                     | 22                                     | 23                                     | 24                                     | 25                                     | 26                                     | 27                                     | 28                                     | 29                                     |                                        |
| Positie:                               | 8                                      | 10                                     | 10                                     | 9                                      | 6                                      | 5                                      | 7                                      | 10                                     | 15                                     | 19                                     | 30                                     | 35                                     | 37                                     | 39                                     | uit                                    |

### B2B Single Top 100
| Hitnotering: (week 1 t/m 48) 13-10-2018 t/m 07-09-2019 Hitnotering: (week 49 t/m 53) 28-09-2019 t/m 26-10-2019 Hitnotering: (week 54) 14-12-2019 Hitnotering: (week 55 t/m 57) 04-01-2020 t/m 18-01-2020 Hitnotering: (week 58 t/m 59) 29-02-2020 t/m 07-03-2020 Hitnotering: (week 60 t/m 73) 29-08-2020 t/m 28-11-2020 Hitnotering: (week 74 t/m 85) 09-01-2021 t/m 27-03-2021 Hitnotering: (week 86 t/m 88) 10-04-2021 t/m 24-04-2021 Hitnotering: (week 89) 08-05-2021 Hitnotering: (week 90) 08-01-2022 Hitnotering: (week 91 t/m 92) 14-01-2023 t/m 21-01-2023 Hitnotering: (week 93) 06-01-2024 Hitnotering: (week 94) 04-01-2025 Hitnotering: (week 95) 26-04-2025 | Hitnotering: (week 1 t/m 48) 13-10-2018 t/m 07-09-2019 Hitnotering: (week 49 t/m 53) 28-09-2019 t/m 26-10-2019 Hitnotering: (week 54) 14-12-2019 Hitnotering: (week 55 t/m 57) 04-01-2020 t/m 18-01-2020 Hitnotering: (week 58 t/m 59) 29-02-2020 t/m 07-03-2020 Hitnotering: (week 60 t/m 73) 29-08-2020 t/m 28-11-2020 Hitnotering: (week 74 t/m 85) 09-01-2021 t/m 27-03-2021 Hitnotering: (week 86 t/m 88) 10-04-2021 t/m 24-04-2021 Hitnotering: (week 89) 08-05-2021 Hitnotering: (week 90) 08-01-2022 Hitnotering: (week 91 t/m 92) 14-01-2023 t/m 21-01-2023 Hitnotering: (week 93) 06-01-2024 Hitnotering: (week 94) 04-01-2025 Hitnotering: (week 95) 26-04-2025 | Hitnotering: (week 1 t/m 48) 13-10-2018 t/m 07-09-2019 Hitnotering: (week 49 t/m 53) 28-09-2019 t/m 26-10-2019 Hitnotering: (week 54) 14-12-2019 Hitnotering: (week 55 t/m 57) 04-01-2020 t/m 18-01-2020 Hitnotering: (week 58 t/m 59) 29-02-2020 t/m 07-03-2020 Hitnotering: (week 60 t/m 73) 29-08-2020 t/m 28-11-2020 Hitnotering: (week 74 t/m 85) 09-01-2021 t/m 27-03-2021 Hitnotering: (week 86 t/m 88) 10-04-2021 t/m 24-04-2021 Hitnotering: (week 89) 08-05-2021 Hitnotering: (week 90) 08-01-2022 Hitnotering: (week 91 t/m 92) 14-01-2023 t/m 21-01-2023 Hitnotering: (week 93) 06-01-2024 Hitnotering: (week 94) 04-01-2025 Hitnotering: (week 95) 26-04-2025 | Hitnotering: (week 1 t/m 48) 13-10-2018 t/m 07-09-2019 Hitnotering: (week 49 t/m 53) 28-09-2019 t/m 26-10-2019 Hitnotering: (week 54) 14-12-2019 Hitnotering: (week 55 t/m 57) 04-01-2020 t/m 18-01-2020 Hitnotering: (week 58 t/m 59) 29-02-2020 t/m 07-03-2020 Hitnotering: (week 60 t/m 73) 29-08-2020 t/m 28-11-2020 Hitnotering: (week 74 t/m 85) 09-01-2021 t/m 27-03-2021 Hitnotering: (week 86 t/m 88) 10-04-2021 t/m 24-04-2021 Hitnotering: (week 89) 08-05-2021 Hitnotering: (week 90) 08-01-2022 Hitnotering: (week 91 t/m 92) 14-01-2023 t/m 21-01-2023 Hitnotering: (week 93) 06-01-2024 Hitnotering: (week 94) 04-01-2025 Hitnotering: (week 95) 26-04-2025 | Hitnotering: (week 1 t/m 48) 13-10-2018 t/m 07-09-2019 Hitnotering: (week 49 t/m 53) 28-09-2019 t/m 26-10-2019 Hitnotering: (week 54) 14-12-2019 Hitnotering: (week 55 t/m 57) 04-01-2020 t/m 18-01-2020 Hitnotering: (week 58 t/m 59) 29-02-2020 t/m 07-03-2020 Hitnotering: (week 60 t/m 73) 29-08-2020 t/m 28-11-2020 Hitnotering: (week 74 t/m 85) 09-01-2021 t/m 27-03-2021 Hitnotering: (week 86 t/m 88) 10-04-2021 t/m 24-04-2021 Hitnotering: (week 89) 08-05-2021 Hitnotering: (week 90) 08-01-2022 Hitnotering: (week 91 t/m 92) 14-01-2023 t/m 21-01-2023 Hitnotering: (week 93) 06-01-2024 Hitnotering: (week 94) 04-01-2025 Hitnotering: (week 95) 26-04-2025 | Hitnotering: (week 1 t/m 48) 13-10-2018 t/m 07-09-2019 Hitnotering: (week 49 t/m 53) 28-09-2019 t/m 26-10-2019 Hitnotering: (week 54) 14-12-2019 Hitnotering: (week 55 t/m 57) 04-01-2020 t/m 18-01-2020 Hitnotering: (week 58 t/m 59) 29-02-2020 t/m 07-03-2020 Hitnotering: (week 60 t/m 73) 29-08-2020 t/m 28-11-2020 Hitnotering: (week 74 t/m 85) 09-01-2021 t/m 27-03-2021 Hitnotering: (week 86 t/m 88) 10-04-2021 t/m 24-04-2021 Hitnotering: (week 89) 08-05-2021 Hitnotering: (week 90) 08-01-2022 Hitnotering: (week 91 t/m 92) 14-01-2023 t/m 21-01-2023 Hitnotering: (week 93) 06-01-2024 Hitnotering: (week 94) 04-01-2025 Hitnotering: (week 95) 26-04-2025 | Hitnotering: (week 1 t/m 48) 13-10-2018 t/m 07-09-2019 Hitnotering: (week 49 t/m 53) 28-09-2019 t/m 26-10-2019 Hitnotering: (week 54) 14-12-2019 Hitnotering: (week 55 t/m 57) 04-01-2020 t/m 18-01-2020 Hitnotering: (week 58 t/m 59) 29-02-2020 t/m 07-03-2020 Hitnotering: (week 60 t/m 73) 29-08-2020 t/m 28-11-2020 Hitnotering: (week 74 t/m 85) 09-01-2021 t/m 27-03-2021 Hitnotering: (week 86 t/m 88) 10-04-2021 t/m 24-04-2021 Hitnotering: (week 89) 08-05-2021 Hitnotering: (week 90) 08-01-2022 Hitnotering: (week 91 t/m 92) 14-01-2023 t/m 21-01-2023 Hitnotering: (week 93) 06-01-2024 Hitnotering: (week 94) 04-01-2025 Hitnotering: (week 95) 26-04-2025 | Hitnotering: (week 1 t/m 48) 13-10-2018 t/m 07-09-2019 Hitnotering: (week 49 t/m 53) 28-09-2019 t/m 26-10-2019 Hitnotering: (week 54) 14-12-2019 Hitnotering: (week 55 t/m 57) 04-01-2020 t/m 18-01-2020 Hitnotering: (week 58 t/m 59) 29-02-2020 t/m 07-03-2020 Hitnotering: (week 60 t/m 73) 29-08-2020 t/m 28-11-2020 Hitnotering: (week 74 t/m 85) 09-01-2021 t/m 27-03-2021 Hitnotering: (week 86 t/m 88) 10-04-2021 t/m 24-04-2021 Hitnotering: (week 89) 08-05-2021 Hitnotering: (week 90) 08-01-2022 Hitnotering: (week 91 t/m 92) 14-01-2023 t/m 21-01-2023 Hitnotering: (week 93) 06-01-2024 Hitnotering: (week 94) 04-01-2025 Hitnotering: (week 95) 26-04-2025 | Hitnotering: (week 1 t/m 48) 13-10-2018 t/m 07-09-2019 Hitnotering: (week 49 t/m 53) 28-09-2019 t/m 26-10-2019 Hitnotering: (week 54) 14-12-2019 Hitnotering: (week 55 t/m 57) 04-01-2020 t/m 18-01-2020 Hitnotering: (week 58 t/m 59) 29-02-2020 t/m 07-03-2020 Hitnotering: (week 60 t/m 73) 29-08-2020 t/m 28-11-2020 Hitnotering: (week 74 t/m 85) 09-01-2021 t/m 27-03-2021 Hitnotering: (week 86 t/m 88) 10-04-2021 t/m 24-04-2021 Hitnotering: (week 89) 08-05-2021 Hitnotering: (week 90) 08-01-2022 Hitnotering: (week 91 t/m 92) 14-01-2023 t/m 21-01-2023 Hitnotering: (week 93) 06-01-2024 Hitnotering: (week 94) 04-01-2025 Hitnotering: (week 95) 26-04-2025 | Hitnotering: (week 1 t/m 48) 13-10-2018 t/m 07-09-2019 Hitnotering: (week 49 t/m 53) 28-09-2019 t/m 26-10-2019 Hitnotering: (week 54) 14-12-2019 Hitnotering: (week 55 t/m 57) 04-01-2020 t/m 18-01-2020 Hitnotering: (week 58 t/m 59) 29-02-2020 t/m 07-03-2020 Hitnotering: (week 60 t/m 73) 29-08-2020 t/m 28-11-2020 Hitnotering: (week 74 t/m 85) 09-01-2021 t/m 27-03-2021 Hitnotering: (week 86 t/m 88) 10-04-2021 t/m 24-04-2021 Hitnotering: (week 89) 08-05-2021 Hitnotering: (week 90) 08-01-2022 Hitnotering: (week 91 t/m 92) 14-01-2023 t/m 21-01-2023 Hitnotering: (week 93) 06-01-2024 Hitnotering: (week 94) 04-01-2025 Hitnotering: (week 95) 26-04-2025 | Hitnotering: (week 1 t/m 48) 13-10-2018 t/m 07-09-2019 Hitnotering: (week 49 t/m 53) 28-09-2019 t/m 26-10-2019 Hitnotering: (week 54) 14-12-2019 Hitnotering: (week 55 t/m 57) 04-01-2020 t/m 18-01-2020 Hitnotering: (week 58 t/m 59) 29-02-2020 t/m 07-03-2020 Hitnotering: (week 60 t/m 73) 29-08-2020 t/m 28-11-2020 Hitnotering: (week 74 t/m 85) 09-01-2021 t/m 27-03-2021 Hitnotering: (week 86 t/m 88) 10-04-2021 t/m 24-04-2021 Hitnotering: (week 89) 08-05-2021 Hitnotering: (week 90) 08-01-2022 Hitnotering: (week 91 t/m 92) 14-01-2023 t/m 21-01-2023 Hitnotering: (week 93) 06-01-2024 Hitnotering: (week 94) 04-01-2025 Hitnotering: (week 95) 26-04-2025 | Hitnotering: (week 1 t/m 48) 13-10-2018 t/m 07-09-2019 Hitnotering: (week 49 t/m 53) 28-09-2019 t/m 26-10-2019 Hitnotering: (week 54) 14-12-2019 Hitnotering: (week 55 t/m 57) 04-01-2020 t/m 18-01-2020 Hitnotering: (week 58 t/m 59) 29-02-2020 t/m 07-03-2020 Hitnotering: (week 60 t/m 73) 29-08-2020 t/m 28-11-2020 Hitnotering: (week 74 t/m 85) 09-01-2021 t/m 27-03-2021 Hitnotering: (week 86 t/m 88) 10-04-2021 t/m 24-04-2021 Hitnotering: (week 89) 08-05-2021 Hitnotering: (week 90) 08-01-2022 Hitnotering: (week 91 t/m 92) 14-01-2023 t/m 21-01-2023 Hitnotering: (week 93) 06-01-2024 Hitnotering: (week 94) 04-01-2025 Hitnotering: (week 95) 26-04-2025 | Hitnotering: (week 1 t/m 48) 13-10-2018 t/m 07-09-2019 Hitnotering: (week 49 t/m 53) 28-09-2019 t/m 26-10-2019 Hitnotering: (week 54) 14-12-2019 Hitnotering: (week 55 t/m 57) 04-01-2020 t/m 18-01-2020 Hitnotering: (week 58 t/m 59) 29-02-2020 t/m 07-03-2020 Hitnotering: (week 60 t/m 73) 29-08-2020 t/m 28-11-2020 Hitnotering: (week 74 t/m 85) 09-01-2021 t/m 27-03-2021 Hitnotering: (week 86 t/m 88) 10-04-2021 t/m 24-04-2021 Hitnotering: (week 89) 08-05-2021 Hitnotering: (week 90) 08-01-2022 Hitnotering: (week 91 t/m 92) 14-01-2023 t/m 21-01-2023 Hitnotering: (week 93) 06-01-2024 Hitnotering: (week 94) 04-01-2025 Hitnotering: (week 95) 26-04-2025 | Hitnotering: (week 1 t/m 48) 13-10-2018 t/m 07-09-2019 Hitnotering: (week 49 t/m 53) 28-09-2019 t/m 26-10-2019 Hitnotering: (week 54) 14-12-2019 Hitnotering: (week 55 t/m 57) 04-01-2020 t/m 18-01-2020 Hitnotering: (week 58 t/m 59) 29-02-2020 t/m 07-03-2020 Hitnotering: (week 60 t/m 73) 29-08-2020 t/m 28-11-2020 Hitnotering: (week 74 t/m 85) 09-01-2021 t/m 27-03-2021 Hitnotering: (week 86 t/m 88) 10-04-2021 t/m 24-04-2021 Hitnotering: (week 89) 08-05-2021 Hitnotering: (week 90) 08-01-2022 Hitnotering: (week 91 t/m 92) 14-01-2023 t/m 21-01-2023 Hitnotering: (week 93) 06-01-2024 Hitnotering: (week 94) 04-01-2025 Hitnotering: (week 95) 26-04-2025 | Hitnotering: (week 1 t/m 48) 13-10-2018 t/m 07-09-2019 Hitnotering: (week 49 t/m 53) 28-09-2019 t/m 26-10-2019 Hitnotering: (week 54) 14-12-2019 Hitnotering: (week 55 t/m 57) 04-01-2020 t/m 18-01-2020 Hitnotering: (week 58 t/m 59) 29-02-2020 t/m 07-03-2020 Hitnotering: (week 60 t/m 73) 29-08-2020 t/m 28-11-2020 Hitnotering: (week 74 t/m 85) 09-01-2021 t/m 27-03-2021 Hitnotering: (week 86 t/m 88) 10-04-2021 t/m 24-04-2021 Hitnotering: (week 89) 08-05-2021 Hitnotering: (week 90) 08-01-2022 Hitnotering: (week 91 t/m 92) 14-01-2023 t/m 21-01-2023 Hitnotering: (week 93) 06-01-2024 Hitnotering: (week 94) 04-01-2025 Hitnotering: (week 95) 26-04-2025 | Hitnotering: (week 1 t/m 48) 13-10-2018 t/m 07-09-2019 Hitnotering: (week 49 t/m 53) 28-09-2019 t/m 26-10-2019 Hitnotering: (week 54) 14-12-2019 Hitnotering: (week 55 t/m 57) 04-01-2020 t/m 18-01-2020 Hitnotering: (week 58 t/m 59) 29-02-2020 t/m 07-03-2020 Hitnotering: (week 60 t/m 73) 29-08-2020 t/m 28-11-2020 Hitnotering: (week 74 t/m 85) 09-01-2021 t/m 27-03-2021 Hitnotering: (week 86 t/m 88) 10-04-2021 t/m 24-04-2021 Hitnotering: (week 89) 08-05-2021 Hitnotering: (week 90) 08-01-2022 Hitnotering: (week 91 t/m 92) 14-01-2023 t/m 21-01-2023 Hitnotering: (week 93) 06-01-2024 Hitnotering: (week 94) 04-01-2025 Hitnotering: (week 95) 26-04-2025 | Hitnotering: (week 1 t/m 48) 13-10-2018 t/m 07-09-2019 Hitnotering: (week 49 t/m 53) 28-09-2019 t/m 26-10-2019 Hitnotering: (week 54) 14-12-2019 Hitnotering: (week 55 t/m 57) 04-01-2020 t/m 18-01-2020 Hitnotering: (week 58 t/m 59) 29-02-2020 t/m 07-03-2020 Hitnotering: (week 60 t/m 73) 29-08-2020 t/m 28-11-2020 Hitnotering: (week 74 t/m 85) 09-01-2021 t/m 27-03-2021 Hitnotering: (week 86 t/m 88) 10-04-2021 t/m 24-04-2021 Hitnotering: (week 89) 08-05-2021 Hitnotering: (week 90) 08-01-2022 Hitnotering: (week 91 t/m 92) 14-01-2023 t/m 21-01-2023 Hitnotering: (week 93) 06-01-2024 Hitnotering: (week 94) 04-01-2025 Hitnotering: (week 95) 26-04-2025 | Hitnotering: (week 1 t/m 48) 13-10-2018 t/m 07-09-2019 Hitnotering: (week 49 t/m 53) 28-09-2019 t/m 26-10-2019 Hitnotering: (week 54) 14-12-2019 Hitnotering: (week 55 t/m 57) 04-01-2020 t/m 18-01-2020 Hitnotering: (week 58 t/m 59) 29-02-2020 t/m 07-03-2020 Hitnotering: (week 60 t/m 73) 29-08-2020 t/m 28-11-2020 Hitnotering: (week 74 t/m 85) 09-01-2021 t/m 27-03-2021 Hitnotering: (week 86 t/m 88) 10-04-2021 t/m 24-04-2021 Hitnotering: (week 89) 08-05-2021 Hitnotering: (week 90) 08-01-2022 Hitnotering: (week 91 t/m 92) 14-01-2023 t/m 21-01-2023 Hitnotering: (week 93) 06-01-2024 Hitnotering: (week 94) 04-01-2025 Hitnotering: (week 95) 26-04-2025 | Hitnotering: (week 1 t/m 48) 13-10-2018 t/m 07-09-2019 Hitnotering: (week 49 t/m 53) 28-09-2019 t/m 26-10-2019 Hitnotering: (week 54) 14-12-2019 Hitnotering: (week 55 t/m 57) 04-01-2020 t/m 18-01-2020 Hitnotering: (week 58 t/m 59) 29-02-2020 t/m 07-03-2020 Hitnotering: (week 60 t/m 73) 29-08-2020 t/m 28-11-2020 Hitnotering: (week 74 t/m 85) 09-01-2021 t/m 27-03-2021 Hitnotering: (week 86 t/m 88) 10-04-2021 t/m 24-04-2021 Hitnotering: (week 89) 08-05-2021 Hitnotering: (week 90) 08-01-2022 Hitnotering: (week 91 t/m 92) 14-01-2023 t/m 21-01-2023 Hitnotering: (week 93) 06-01-2024 Hitnotering: (week 94) 04-01-2025 Hitnotering: (week 95) 26-04-2025 | Hitnotering: (week 1 t/m 48) 13-10-2018 t/m 07-09-2019 Hitnotering: (week 49 t/m 53) 28-09-2019 t/m 26-10-2019 Hitnotering: (week 54) 14-12-2019 Hitnotering: (week 55 t/m 57) 04-01-2020 t/m 18-01-2020 Hitnotering: (week 58 t/m 59) 29-02-2020 t/m 07-03-2020 Hitnotering: (week 60 t/m 73) 29-08-2020 t/m 28-11-2020 Hitnotering: (week 74 t/m 85) 09-01-2021 t/m 27-03-2021 Hitnotering: (week 86 t/m 88) 10-04-2021 t/m 24-04-2021 Hitnotering: (week 89) 08-05-2021 Hitnotering: (week 90) 08-01-2022 Hitnotering: (week 91 t/m 92) 14-01-2023 t/m 21-01-2023 Hitnotering: (week 93) 06-01-2024 Hitnotering: (week 94) 04-01-2025 Hitnotering: (week 95) 26-04-2025 | Hitnotering: (week 1 t/m 48) 13-10-2018 t/m 07-09-2019 Hitnotering: (week 49 t/m 53) 28-09-2019 t/m 26-10-2019 Hitnotering: (week 54) 14-12-2019 Hitnotering: (week 55 t/m 57) 04-01-2020 t/m 18-01-2020 Hitnotering: (week 58 t/m 59) 29-02-2020 t/m 07-03-2020 Hitnotering: (week 60 t/m 73) 29-08-2020 t/m 28-11-2020 Hitnotering: (week 74 t/m 85) 09-01-2021 t/m 27-03-2021 Hitnotering: (week 86 t/m 88) 10-04-2021 t/m 24-04-2021 Hitnotering: (week 89) 08-05-2021 Hitnotering: (week 90) 08-01-2022 Hitnotering: (week 91 t/m 92) 14-01-2023 t/m 21-01-2023 Hitnotering: (week 93) 06-01-2024 Hitnotering: (week 94) 04-01-2025 Hitnotering: (week 95) 26-04-2025 |
| Week: | 1 | 2 | 3 | 4 | 5 | 6 | 7 | 8 | 9 | 10 | 11 | 12 | 13 | 14 | 15 | 16 | 17 | 18 | 19 | 20 |
| --- | --- | --- | --- | --- | --- | --- | --- | --- | --- | --- | --- | --- | --- | --- | --- | --- | --- | --- | --- | --- |
| Positie: | 57 | 36 | 25 | 13 | 12 | 13 | 13 | 21 | 17 | 16 | 22 | 51 | 19 | 12 | 15 | 13 | 13 | 14 | 19 | 17 |
| Week: | 21 | 22 | 23 | 24 | 25 | 26 | 27 | 28 | 29 | 30 | 31 | 32 | 33 | 34 | 35 | 36 | 37 | 38 | 39 | 40 |
| Positie: | 14 | 9 | 6 | 5 | 6 | 11 | 15 | 18 | 18 | 17 | 14 | 20 | 31 | 34 | 45 | 47 | 46 | 61 | 71 | 67 |
| Week: | 41 | 42 | 43 | 44 | 45 | 46 | 47 | 48 | | 49 | 50 | 51 | 52 | 53 | | 54 | | 55 | 56 | 57 |
| Positie: | 84 | 74 | 78 | 76 | 71 | 73 | 92 | 91 | uit | 94 | 72 | 89 | 79 | 82 | uit | 84 | uit | 77 | 83 | 96 |
| Week: | | 58 | 59 | | 60 | 61 | 62 | 63 | 64 | 65 | 66 | 67 | 68 | 69 | 70 | 71 | 72 | 73 | | 74 |
| Positie: | uit | 100 | 100 | uit | 64 | 60 | 78 | 87 | 90 | 82 | 84 | 81 | 85 | 89 | 96 | 90 | 87 | 98 | uit | 67 |
| Week: | 75 | 76 | 77 | 78 | 79 | 80 | 81 | 82 | 83 | 84 | 85 | | 86 | 87 | 88 | | 89 | | 90 | |
| Positie: | 79 | 84 | 81 | 87 | 85 | 79 | 83 | 90 | 90 | 93 | 97 | uit | 95 | 91 | 83 | uit | 98 | uit | 98 | uit |
| Week: | 91 | 92 | | 93 | | 94 | | 95 | | | | | | | | | | | | |
| Positie: | 100 | 83 | uit | 98 | uit | 97 | uit | 93 | uit | | | | | | | | | | | |

### Mega Top 50
Hitmotering: 21-10-2018 t/m 23-02-2019. Hoogste notering: #6 (1 week).

### Vlaamse Ultratop 50
| Hitnotering: 20-10-2018 t/m 20-07-2019 | Hitnotering: 20-10-2018 t/m 20-07-2019 | Hitnotering: 20-10-2018 t/m 20-07-2019 | Hitnotering: 20-10-2018 t/m 20-07-2019 | Hitnotering: 20-10-2018 t/m 20-07-2019 | Hitnotering: 20-10-2018 t/m 20-07-2019 | Hitnotering: 20-10-2018 t/m 20-07-2019 | Hitnotering: 20-10-2018 t/m 20-07-2019 | Hitnotering: 20-10-2018 t/m 20-07-2019 | Hitnotering: 20-10-2018 t/m 20-07-2019 | Hitnotering: 20-10-2018 t/m 20-07-2019 | Hitnotering: 20-10-2018 t/m 20-07-2019 | Hitnotering: 20-10-2018 t/m 20-07-2019 | Hitnotering: 20-10-2018 t/m 20-07-2019 | Hitnotering: 20-10-2018 t/m 20-07-2019 | Hitnotering: 20-10-2018 t/m 20-07-2019 | Hitnotering: 20-10-2018 t/m 20-07-2019 | Hitnotering: 20-10-2018 t/m 20-07-2019 | Hitnotering: 20-10-2018 t/m 20-07-2019 | Hitnotering: 20-10-2018 t/m 20-07-2019 | Hitnotering: 20-10-2018 t/m 20-07-2019 | Hitnotering: 20-10-2018 t/m 20-07-2019 |
| Week:                                  | 1                                      | 2                                      | 3                                      | 4                                      | 5                                      | 6                                      | 7                                      | 8                                      | 9                                      | 10                                     | 11                                     | 12                                     | 13                                     | 14                                     | 15                                     | 16                                     | 17                                     | 18                                     | 19                                     | 20                                     | 21                                     |
| -------------------------------------- | -------------------------------------- | -------------------------------------- | -------------------------------------- | -------------------------------------- | -------------------------------------- | -------------------------------------- | -------------------------------------- | -------------------------------------- | -------------------------------------- | -------------------------------------- | -------------------------------------- | -------------------------------------- | -------------------------------------- | -------------------------------------- | -------------------------------------- | -------------------------------------- | -------------------------------------- | -------------------------------------- | -------------------------------------- | -------------------------------------- | -------------------------------------- |
| Positie:                               | 47                                     | 32                                     | 28                                     | 22                                     | 19                                     | 18                                     | 16                                     | 18                                     | 18                                     | 20                                     | 22                                     | 19                                     | 12                                     | 11                                     | 18                                     | 8                                      | 11                                     | 12                                     | 11                                     | 9                                      | 9                                      |
| Week:                                  | 22                                     | 23                                     | 24                                     | 25                                     | 26                                     | 27                                     | 28                                     | 29                                     | 30                                     | 31                                     | 32                                     | 33                                     | 34                                     | 35                                     | 36                                     | 37                                     | 38                                     | 39                                     | 40                                     |                                        |                                        |
| Positie:                               | 9                                      | 9                                      | 14                                     | 10                                     | 21                                     | 19                                     | 21                                     | 23                                     | 29                                     | 28                                     | 27                                     | 28                                     | 34                                     | 30                                     | 37                                     | 35                                     | 48                                     | 48                                     | 45                                     | uit                                    |                                        |

### NPO Radio 2 Top 2000
| Nummer met noteringen in de NPO Radio 2 Top 2000 | '18 | '19 | '20 | '21 | '22 | '23 | '24 |
| ------------------------------------------------ | --- | --- | --- | --- | --- | --- | --- |
| Shallow                                          | 736 | 45  | 37  | 38  | 49  | 43  | 44  |

1. ↑  Een vetgedrukt getal geeft de hoogste notering aan.
2. ↑  2018 was het eerste jaar met een notering voor dit nummer.